# Dulce (manzana)
Dulce es el nombre de una variedad cultivar de manzano (Malus domestica). Esta manzana es originaria de Galicia, está cultivada en la colección de árboles frutales y banco de germoplasma de Mabegondo con el N.º 13; ejemplares procedentes de esquejes localizados en Santa Eulalia de Liáns, parroquia del municipio de Oleiros (La Coruña).

## Sinónimos
- "Manzana Dulce",[4][5]
- "Maceira Dulce".

## Características
El manzano de la variedad 'Dulce' tiene un vigor vigoroso, productivo. Tamaño grande y porte erguido.
Época de inicio de brotación a partir del 12 de abril y de floración a partir de 2 de mayo.
Las hojas tienen una longitud del limbo de tamaño medio, con la máxima anchura del limbo media. Longitud de las estípulas es corta y la máxima anchura de las estípulas es desconocida. Denticulación del borde del limbo es serrado, con la forma del ápice del limbo cuspidado y la forma de la base del limbo es agudo. Con subestípulas presentes.
Sus flores tienen una longitud de los pétalos media, anchura de los pétalos es ancha, disposición de los pétalos superpuestos entre sí, con una longitud del pedúnculo corta.
La variedad de manzana 'Dulce' tiene un fruto de tamaño pequeño, de forma globoso-cónica, de color bicolor, con chapa completa, y de intensidad fuerte. Epidermis de textura suave, con pruina en su superficie, y con presencia de cera media. Sensibilidad al "russeting" (pardeamiento áspero superficial que presentan algunas variedades)  muy poco sensible. Con lenticelas de tamaño pequeñas.
Los sépalos están dispuestos de forma erecta, y superpuestos en su base; su fosa calicina es profunda de una anchura media. Pedúnculo de grosor medio y de longitud corto, siendo la cavidad peduncular de una profundidad poco profunda y de anchura media. Con pulpa de color crema, de firmeza es intermedia y textura intermedia; su jugosidad es intermedia con sabor de acidez débil, y aromática.
Época de maduración y recolección a partir del 18 de agosto. 'Dulce' es una manzana que su destino es la conservación de esta variedad en el banco de germoplasma de Mabegondo como reserva genética.

## Susceptibilidades
- Oidio: ataque débil
- Moteado: no presenta
- Raíces aéreas: no presenta
- Momificado: no presenta
- Pulgón lanígero: no presenta
- Pulgón verde: ataque débil
- Araña roja: no presenta
- Chancro del manzano: no presenta[3]